# NGC 13

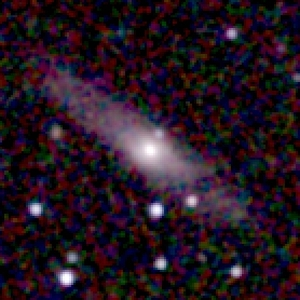
NGC 13 prise par 2MASS (proche-infrarouge)

NGC 13 est une galaxie spirale située dans la constellation d'Andromède. Elle a été découverte par l'astronome germano-britannique William Herschel en 1790.

## Caractéristiques
Sa vitesse par rapport est de 4 488 ± 23 km/s, ce qui correspond à une distance de Hubble de 66,2 ± 4,7 Mpc (∼216 millions d'al).
La classe de luminosité de NGC 13 est I-II et elle présente une large raie HI
À ce jour, 11 mesures non basées sur le décalage vers le rouge (redshift) donnent une distance de 61,191 ± 2,665 Mpc (∼200 millions d'al), ce qui est à l'intérieur des valeurs de la distance de Hubble.